# Ayuntamiento de San Sebastián
El Ayuntamiento de San Sebastián (en euskera: Donostiako Udala) es la institución que gobierna el municipio de San Sebastián (España). Sus dependencias están situadas en el antiguo Casino de la ciudad, junto a la bahía de La Concha.

## Edificio
El edificio se comenzó a construir en 1882, con inauguración el 1 de julio de 1887 en los jardines de Alderdi-Eder de San Sebastián. A su inauguración asistió por primera vez la reina María Cristina de Habsburgo. Está próximo al Real Club Náutico. Cerró como casino por la prohibición del juego en 1924. 
El 14 de abril de 1928 se llegó a un acuerdo para abrir en este edificio el Centro de Atracción y Turismo. Más tarde este ente se instaló en un edificio anexo al Hotel María Cristina. 
El 20 de enero de 1945 se trasladó el Ayuntamiento a este edificio. Los arquitectos Alday y Arizmendi(segundo arquitecto mundial y jefe de bomberos en ese momento) modificaron el proyecto inicial en 1943 y transformaron el antiguo casino en Ayuntamiento. Hasta entonces, la Casa consistorial se encontraba en la Plaza de la Constitución (Parte Vieja), en la actual sede de la Biblioteca Municipal.

## Historia
Tras la restauración democrática de 1977 y tras un breve período en el que una gestora municipal, encabezada primero por Ramón Jáuregui y posteriormente por Iñaki Alkiza, se encargó del gobierno de la ciudad, se celebraron las primeras elecciones democráticas en 1979. Aunque carecía de mayoría absoluta, Jesús María Alkain, del Partido Nacionalista Vasco, como candidato más votado, accedió a la alcaldía.
En la siguiente legislatura le sucedió en la alcaldía su correligionario Ramón Labayen, también sin mayoría absoluta. Sin embargo, la escisión de Eusko Alkartasuna, que se hizo con la mayoría de la militancia del PNV en San Sebastián, hizo que en las siguientes elecciones de 1987 el candidato de EA Xabier Albistur fuese el más votado. Formó un gobierno de coalición minoritario con Euskadiko Ezkerra, lo que le permitió mantenerse en la alcaldía durante la legislatura 1987–1991.
En 1991 Odón Elorza (PSE-EE/PSOE) se convirtió en alcalde sin ser la lista más votada y gracias al apoyo de PP y PNV. Desde entonces, se mantuvo al frente del consistorio mediante diversos pactos (con PNV y EA en 1995; con PP en 1999), y desde 1999 hasta 2011 con mayoría de votos y de escaños. Tras las elecciones de 2007, formó gobierno con el grupo municipal de Aralar-Alternatiba (anteriormente Aralar-Ezker Batua).
En 2011 fue sustituido por Juan Carlos Izagirre, de Bildu, al ser ésta la formación más votada y la que obtuvo más ediles. Sin embargo, en las elecciones de 2015, EH Bildu pasó a tercera posición, por lo que el PNV, con Eneko Goia al frente, recuperó la alcaldía de la ciudad tras 28 años en la oposición. Goia reeditó el cargo en 2019 y 2023.

## Alcaldes
| Periodo   | Nombre               | Partido                                                       |
| --------- | -------------------- | ------------------------------------------------------------- |
| 1979-1983 | Jesús María Alkain   | Euzko Alderdi Jeltzalea-Partido Nacionalista Vasco (EAJ-PNV)  |
| 1983-1987 | Ramón Labayen        | Euzko Alderdi Jeltzalea-Partido Nacionalista Vasco (EAJ-PNV)  |
| 1987-1991 | Xabier Albistur      | Eusko Alkartasuna (EA)                                        |
| 1991-1995 | Odón Elorza          | Partido Socialista de Euskadi (PSE PSOE)                      |
| 1995-1999 | Odón Elorza          | Partido Socialista de Euskadi-Euskadiko Ezkerra (PSE-EE PSOE) |
| 1999-2003 | Odón Elorza          | Partido Socialista de Euskadi-Euskadiko Ezkerra (PSE-EE PSOE) |
| 2003-2007 | Odón Elorza          | Partido Socialista de Euskadi-Euskadiko Ezkerra (PSE-EE PSOE) |
| 2007-2011 | Odón Elorza          | Partido Socialista de Euskadi-Euskadiko Ezkerra (PSE-EE PSOE) |
| 2011-2015 | Juan Carlos Izagirre | Bildu                                                         |
| 2015-2019 | Eneko Goia           | Euzko Alderdi Jeltzalea-Partido Nacionalista Vasco (EAJ-PNV)  |
| 2019-2023 | Eneko Goia           | Euzko Alderdi Jeltzalea-Partido Nacionalista Vasco (EAJ-PNV)  |
| 2023-act. | Eneko Goia           | Euzko Alderdi Jeltzalea-Partido Nacionalista Vasco (EAJ-PNV)  |

## Pleno
| Partido político | Partido político                                                  | 1979   | 1983   | 1987   | 1991   | 1995   | 1999   | 2003        | 2007   | 2011   | 2015     | 2019     | 2023     |
| Partido político | Partido político                                                  | Ediles | Ediles | Ediles | Ediles | Ediles | Ediles | Ediles      | Ediles | Ediles | Ediles   | Ediles   | Ediles   |
|                  | Euzko Alderdi Jeltzalea-Partido Nacionalista Vasco (EAJ-PNV)      | 9      | 10     | 2      | 4      | 3      | 7      | 9           | 5      | 6      | 9        | 10       | 9        |
|                  | Euskal Herria Bildu (EH Bildu)-Bildu                              | —      | —      | —      | —      | —      | —      | —           | —      | —      | 6        | 6        | 8        |
|                  | Partido Socialista de Euskadi-Euskadiko Ezkerra (PSE-EE PSOE)     | 4      | 7      | 5      | 5      | 7      | 9      | 10          | 11     | 7      | 7        | 5        | 5        |
|                  | Partido Popular del País Vasco (PP)-Alianza Popular (AP)          | 5      | 3      | 3      | 5      | 7      | 6      | 7           | 6      | 6      | 3        | 3        | 3        |
|                  | Elkarrekin Podemos (EP)-Ezker Anitza-IU-Irabazi-Equo Berdeak      | —      | —      | —      | —      | —      | —      | —           | —      | —      | 2        | 3        | 2        |
|                  | Ezker Batua-Berdeak (EB-B)-Partido Comunista de Euskadi (PCE-EPK) | 0      | 0      | 0      | 0      | 1      | 0      | 1           | 3      | 0      | —        | 0        | 0        |
|                  | Eusko Alkartasuna (EA)                                            | —      | —      | 7      | 6      | 5      | PNV    | PNV         | 2      | 8      | EH Bildu | EH Bildu | EH Bildu |
|                  | Euskadiko Ezkerra (EE)                                            | 3      | 2      | 4      | 2      | PSE-EE | PSE-EE | PSE-EE      | PSE-EE | PSE-EE | PSE-EE   | PSE-EE   | PSE-EE   |
|                  | Euskal Herritarrok (EH)-Herri Batasuna (HB)                       | 6      | 5      | 6      | 5      | 4      | 5      | Ilegalizado | —      | —      | —        | —        | —        |

## Resultados electorales
| Partido político                                              | 2023   | 2023  | 2023       | 2019   | 2019  | 2019       | 2015   | 2015  | 2015       | 2011   | 2011  | 2011       | 2007   | 2007  | 2007       |
| Partido político                                              | Votos  | %     | Concejales | Votos  | %     | Concejales | Votos  | %     | Concejales | Votos  | %     | Concejales | Votos  | %     | Concejales |
| Euzko Alderdi Jeltzalea-Partido Nacionalista Vasco (EAJ-PNV)  | 24 539 | 28,04 | 9          | 34 065 | 35,46 | 10         | 29 029 | 30,13 | 9          | 15 587 | 17,93 | 6          | 12 768 | 17,20 | 5          |
| Euskal Herria Bildu (EH Bildu)-Bildu                          | 23 387 | 26,72 | 8          | 20 367 | 21,20 | 6          | 20 467 | 21,24 | 6          | 21 110 | 24,29 | 8          | 6181   | 8,33  | 2          |
| Partido Socialista de Euskadi-Euskadiko Ezkerra (PSE-EE PSOE) | 16 239 | 18,55 | 5          | 16 851 | 17,54 | 5          | 24 007 | 24,92 | 7          | 19 666 | 22,63 | 7          | 27 786 | 37,43 | 11         |
| Partido Popular del País Vasco (PP)                           | 10 590 | 12,10 | 3          | 10 340 | 10,76 | 3          | 9272   | 9,47  | 3          | 16 502 | 18,99 | 6          | 15 862 | 21,37 | 6          |
| Elkarrekin Podemos (EP)-Ezker Anitza-IU-Equo Berdeak          | 7063   | 8,07  | 2          | 9476   | 9,87  | 3          | 6947   | 7,21  | 2          | —      | —     | —          | —      | —     | —          |
| Ciudadanos (CS)                                               | 165    | 0,18  | 0          | 1572   | 1,64  | 0          | 3642   | 3,72  | 0          | —      | —     | —          | —      | —     | —          |
| Ezker Batua-Berdeak (EB-B)                                    | —      | —     | —          | 174    | 0,18  | 0          | —      | —     | —          | 2283   | 2,63  | 0          | 8487   | 11,43 | 3          |

## Evolución de la deuda viva
El concepto de deuda viva contempla solo las deudas con cajas y bancos relativas a créditos financieros, valores de renta fija y préstamos o créditos transferidos a terceros, excluyéndose, por tanto, la deuda comercial.
| Gráfica de evolución de la deuda viva del Ayuntamiento entre 2008 y 2023                                |
| |
| Deuda viva del Ayuntamiento de San Sebastián, en miles de euros, según datos del Ministerio de Hacienda |